# 日産・スカイラインセダン V35
スカイラインセダン V35 (SKYLINE SEDAN V35) は、日産自動車により栃木工場において2001年から2006年まで製造され、日本国内で販売されていたセダン型乗用車である。

## 概要
1957年の誕生から第11代目となるV35型スカイラインが2001年6月に発売された。6代目R30型から10代目R34型までは型式のアルファベットに「R」を用いていたが、この代からはVQエンジン搭載を意味する「V」となり、大幅な軌道修正が行われ、フロントのエンブレムは日産のブランドロゴに変更された。このため、V35型以降のスカイラインは「第三のスカイライン」とも呼ばれている。
この代からはスカイラインとしては初めて日本国外への本格的な輸出が開始され、国外では日産の高級車ブランド、インフィニティのモデル、G35として販売された。なお、このモデル以降もスカイラインセダンおよびクーペは、インフィニティの「Gシリーズ」として販売され、後に追加されるクロスオーバーは「EXシリーズ」として販売されている。
このモデルにおける大幅な軌道修正により、日本国内のユーザーや評論家からは「これはスカイラインではない」などといった批判を受けた。主な原因は、後述するデザイン面で酷評されたりコンセプトの極端な変化が受け入れられなかったりといったものだった。しかし一方でインフィニティブランドでこのモデルが販売されていた北米では2003年度モータートレンドカーオブザイヤーを受賞するなど、高い評価を得た。
2ドアモデルについては2001年6月の販売終了から約1年半の間ラインアップされなかったが、2003年1月にCV35型スカイラインクーペが発売された。また、2001年10月にはプラットフォームやインパネ周辺のデザインを共有するステーションワゴン、2代目M35型ステージアが発売された。
埼玉県警察では高速道路交通警察隊に350GT-8の交通取締用四輪車（交通取締用無線自動車）が導入されており、250GT・300GTも一部の県で交通取締用四輪車（交通取締用無線自動車）・交通取締用四輪車（反転警光灯）として導入されている。また、国費で全国の警察本部に350GTの警護車が、機動捜査隊用に250GTが捜査用車として導入されている。茨城県警察では研修用に導入されている。
なお、それまでスカイラインの派生車であった「GT-R」はV35型では設定されず、2002年8月のR34型スカイラインGT-R生産終了後、次期モデルのV36型の登場より後の2007年12月に日産・GT-Rが発売されるまで、約5年間のブランクができた。

## 開発

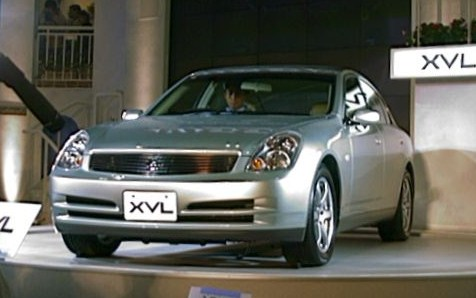
日産・XVL

V35型スカイラインセダンは1999年10月に開催された第33回東京モーターショーに出品されたコンセプトカー、「XVL」がベースになっている。このコンセプトカーの開発は1994年から1995年頃に始まった次世代FRのパッケージング検討の流れを汲んでR34型スカイライン発売よりもさらに前となる1998年1月に開始された。開発当初このモデルはスカイラインとしてではなく、インフィニティブランド向けの完全な新規モデルとして、日産のFR車のパッケージングを革新する布石となる世界に通用する高級セダンを目指して開発された。R32型の成功以降のスカイラインの右肩下がりの販売台数と日産の経営状況の悪化のためにR34型の後継車の開発の凍結が決まっていたが、1999年の東京モーターショーにXVLを出品した際、好評を博し、またXVLのコンセプトがスカイラインの根源的なそれと重複する部分も多かったためにXVLが次期型スカイラインとなることが決定された。
V35型以前のスカイラインはそれまでのスカイラインの固定観念にとらわれ、プラットフォームを大幅に変更することさえままならず、スカイラインが9代目R33型であった際に次期型でプラットフォームを大幅に変更することが計画されていた。また、R34の開発主管だった渡邉衡三はR34開発当時、水野和敏車両計画課課長の提案は魅力的で、実際に試作車にも乗り、34型の段階でV35のパッケージを採用したいという意を強くした。しかし、ATTESA E-TSとV型エンジンの組み合わせがシーマ用のVHエンジンしか存在しなかった事で開発期間が延びる事やVQエンジンを製造するいわき工場が月産2万機の1ラインだけでフル稼働中だったことから第2ライン新設の莫大な費用問題などから実現には至らず、次期型のR34型はR33型からのキープコンセプトとなり、その1世代後のV35型にモデルチェンジするにあたってようやく新たなパッケージングを採用し、大幅な改変を行うことに成功したという。

## メカニズム

### パワートレイン
エンジンはこれまでのスカイラインに伝統的に採用されていた直列6気筒を廃し、新たにV型6気筒エンジンが搭載された。発売当初は2.5L VQ25DD型および3.0L VQ30DD型の直噴エンジン2機種が用意された。この2機種は先にY34型セドリック/グロリアに搭載されていたものと同型式であるが、大幅な改良が施されており、エンジン音質向上のためにシリンダーについてはブロックから新規開発された。トランスミッションについては、3L車および四輪駆動車にはF50型シーマ用に開発されたジヤトコ製のJR507E型マニュアルモード付フルレンジ電子制御5速ATが、2.5Lエンジン搭載のFR車にはコスト上の理由から先代R34型やY34型セドリック/グロリアにも搭載された同じくジヤトコ製のJR404E型（RE4R01B型）マニュアルモード付フルレンジ電子制御4速ATが組み合わせられた。他の同クラスの日本車と同様に180km/hのスピードリミッターが自主規制で装備されているが、多くのスピードリミッターが180km/hに達すると燃料カットが働いていったん減速するのに対し、V35のスピードリミッターは180km/hのまま巡航できるシステムになっている。
2002年2月にはエルグランド、パスファインダー用に開発された3.5L VQ35DE型エンジンをチューンアップしたものを搭載した「350GT-8」が追加された。Y34型セドリック/グロリアに次いで2例目となる、ジヤトコ製のJR006E型エクストロイドCVTが組み合わせられるが、グレード名の通り、8段分ギアが切られており、パドルシフトによる変速が可能となっている。ちなみにCVTの採用は試験的なものであり、次期モデルのV36型には採用されず、このモデルのみの採用となった。2004年6月にはこの3.5LエンジンにZ33型フェアレディZやクーペと共通の愛知機械工業製MRA70型6速MTを組み合わせた「350GT」シリーズも発売された。
2004年11月のマイナーチェンジではVQ30DD型エンジンが廃止され、エンジンラインアップは2.5Lと3.5Lの2機種構成となった。同時に、3.5L車には新たに「シンクロレブコントロール」が採用された5速AT車が追加された。
| モデル      | 型式 | 販売期間             | エンジン | 排気量 (cc) | タイプ        | トランスミッション | 最高出力 (kW (PS)/rpm) | 最大トルク (Nm (kgfm)/rpm) |
| ----------- | ---- | -------------------- | -------- | ----------- | ------------- | ------------------ | ---------------------- | -------------------------- |
| 250GT       | V35  | 2001年6月-2006年11月 | VQ25DD型 | 2,495       | V型6気筒 DOHC | 4速AT              | 158 (215) /6,400       | 270 (27.5) /4,400          |
| 250GTe      | V35  | 2001年6月-2002年1月  | VQ25DD型 | 2,495       | V型6気筒 DOHC | 4速AT              | 158 (215) /6,400       | 270 (27.5) /4,400          |
| 250GTm      | V35  | 2002年1月-2004年11月 | VQ25DD型 | 2,495       | V型6気筒 DOHC | 4速AT              | 158 (215) /6,400       | 270 (27.5) /4,400          |
| 250GT FOUR  | NV35 | 2001年9月-2006年11月 | VQ25DD型 | 2,495       | V型6気筒 DOHC | 5速AT              | 158 (215) /6,400       | 270 (27.5) /4,400          |
| 250GTm FOUR | NV35 | 2003年1月-2004年11月 | VQ25DD型 | 2,495       | V型6気筒 DOHC | 5速AT              | 158 (215) /6,400       | 270 (27.5) /4,400          |
| 300GT       | HV35 | 2001年6月-2004年11月 | VQ30DD型 | 2,987       | V型6気筒 DOHC | 5速AT              | 191 (260) /6,400       | 324 (33.0) /4,800          |
| 350GT-8     | PV35 | 2002年2月-2006年11月 | VQ35DE型 | 3,498       | V型6気筒 DOHC | エクストロイドCVT  | 200 (272) /6,000       | 353 (36.0) /4,800          |
| 350GT       | PV35 | 2004年6月-2004年11月 | VQ35DE型 | 3,498       | V型6気筒 DOHC | 5速AT/6速MT        | 200 (272) /6,000       | 353 (36.0) /4,800          |

### ボディ・シャーシ
V35型スカイラインでは、1997年より先行開発が行われ、後の日産のFR車に採用されていく「フロントミッドシップパッケージ」が初めて採用された。これは同社のFR-Lプラットフォームの基礎でもあり、エンジンを縦置きでフロントミッドシップに搭載することにより、前後重量配分を52:48としている。これはFR車としては理想的な数値であり、先代R34型の54:46と比べても大幅に改善している。フロントミッドシップにエンジンを配することによりトランスミッションが室内のセンタートンネル部分に位置するようになり、センタートンネルの上下左右方向の張り出しがそれぞれ増加してしまっているが、スポーツセダンとしての囲まれ感を演出することによってそのネガティブ要素を廃している。また、軽量化のためにエンジンフードやバンパーリインフォースにはアルミが、ラジエーターコアサポートには樹脂が新たに採用された。
サスペンションは先代モデルと同じ4輪マルチリンク式を採用するが、Y34型セドリック/グロリアに採用されるものをベースとした新設計となっており、アルミ合金の使用などにより軽量化がなされ、発売当時世界トップレベルのバネ下重量の軽さを誇った。ショックアブソーバーには、V35型のために開発され、先にR34型「GT-R M-Spec」に試験的に採用されていたリップルコントロールショックアブソーバーが採用された。なお、350GT-8にはスプリング、ショックアブソーバー、スタビライザーなどにチューニングが施された新開発ユーロチューンドサスペンションが採用された。ブレーキについても、先代同様ベンチレーテッドディスク式が採用されたが、前後重量配分が改善されたために、ブレーキフォースの前後配分は先代の70:30に比べて後輪寄りの63:37となった。

## デザイン

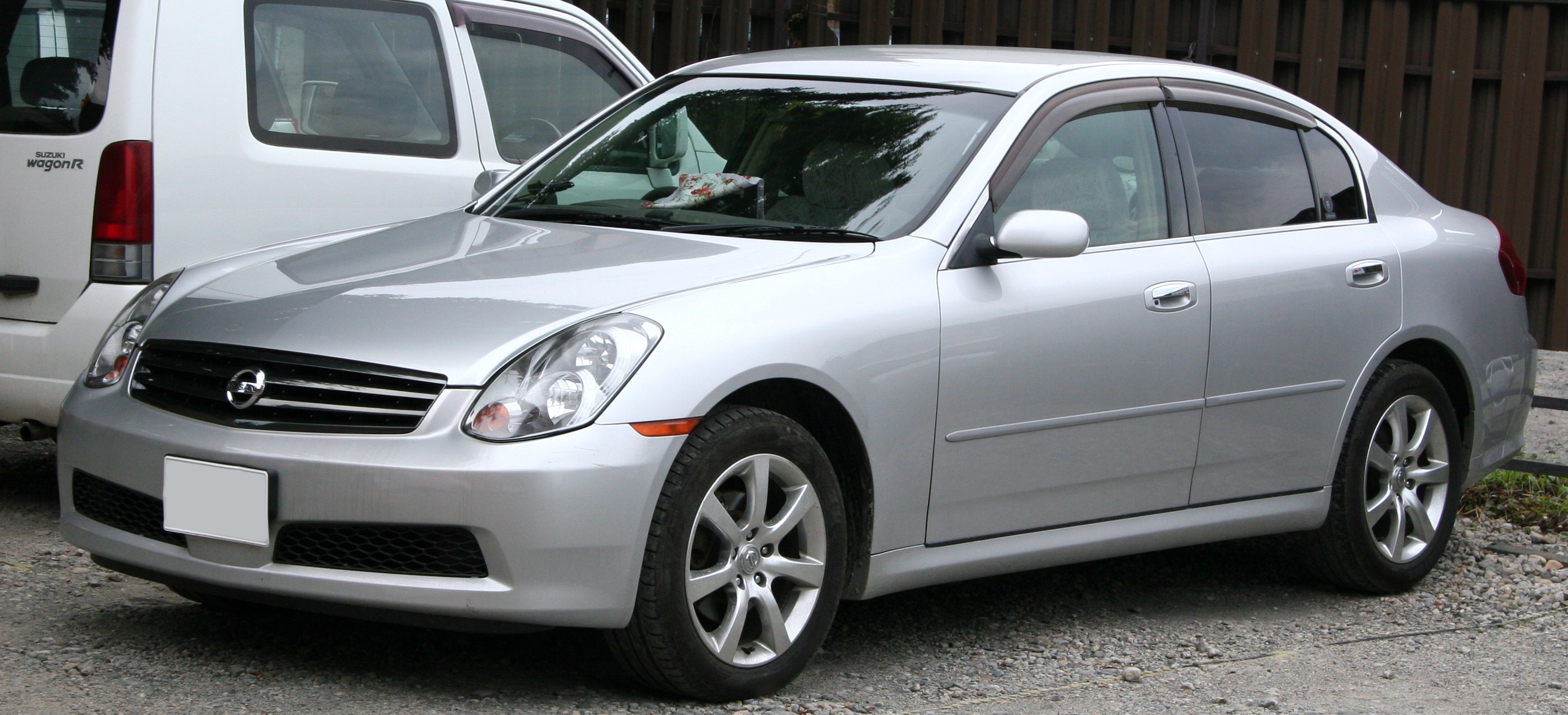
後期型250GT FOUR
オプションの17インチアルミホイール（後期型350GTプレミアムのAT車に標準装備されるものと同デザイン）装着車
2004年11月-2006年11月

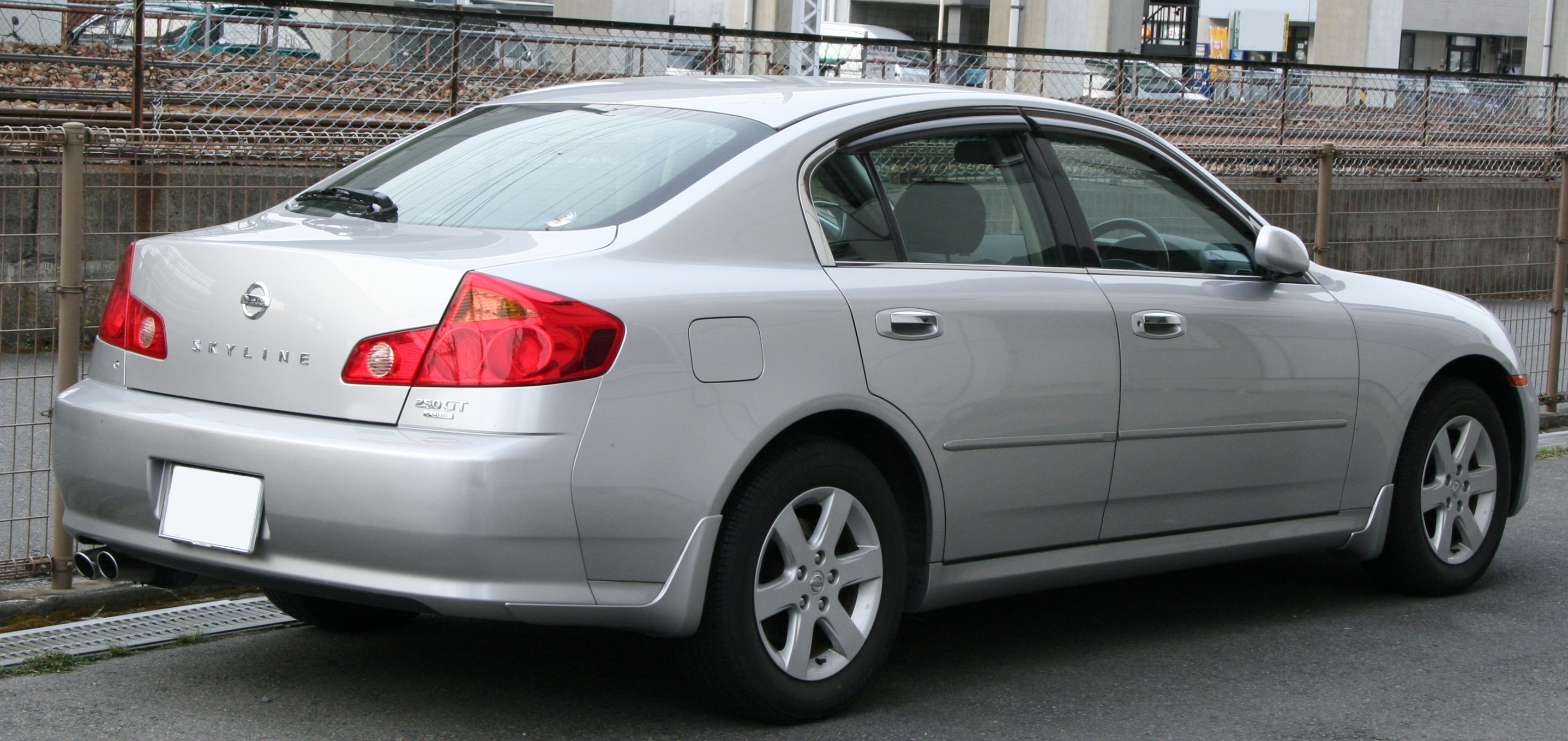
後期型250GT FOUR リア

これまでマニア向けと考えられていたスカイラインのイメージを払拭すべく、エクステリアデザインもこれまでのスカイラインから軌道修正がなされている。
エクステリアデザインはこれまでの直線的なものから、より曲線的なものとなった。また、エンジン下・トランク下に樹脂製のアンダーカバーを設置するなどして空力性能を大幅に向上し、先代R34型で0.33であったCd値を0.27まで向上し、また先代では約0.13であったリフトを0.01以下とし、フロントゼロリフトを達成した。さらに、オプションのリアスポイラーと専用アンダーカバーを装着することによりCd値が0.26まで向上し、リアゼロリフトも達成する。ちなみに空力性能の向上は、日産がル・マンから撤退したことによって風洞実験施設の利用が初めて市販車に回されたためでもある。
テールランプは4代目以降のスカイラインでは伝統的に採用されていた丸型2連テールランプを廃止し、L字型のLEDテールランプになった。しかし、2004年11月のマイナーチェンジではテールランプ自体の形状はL字型のままで、LEDの配列を先に発売されたCV35型スカイラインクーペ同様丸型に変更し、スカイライン伝統の丸型2連配列へと戻された。なお、この丸型2連のLED配列は後のV36型スカイラインセダンおよびCV36型クーペにも採用され、さらには初代フーガにも採用された。
外観は2度の変更が行われた。2003年1月にクーペの発売とともに行われた一部改良では、フロントグリルおよびヘッドランプインナーパネルがスモークメッキ化され、トランクリッドの形状およびサイドシルも変更された。2004年11月に行われた2度目のマイナーチェンジでは、前述のようにテールランプのデザインが変更されたほか、フロントグリル、前後バンパー、17インチアルミホイールのデザインが変更された。
ロングホイールベース化により、室内空間も大幅に増加し、セドリック/グロリアを凌駕して同社のFセグメント高級車であるシーマと同等の室内空間を確保し、同時に先代より50L以上向上してセフィーロ並みとなる475L（VDA法）のトランクルームを実現している。

## ラインアップ

### グレード構成

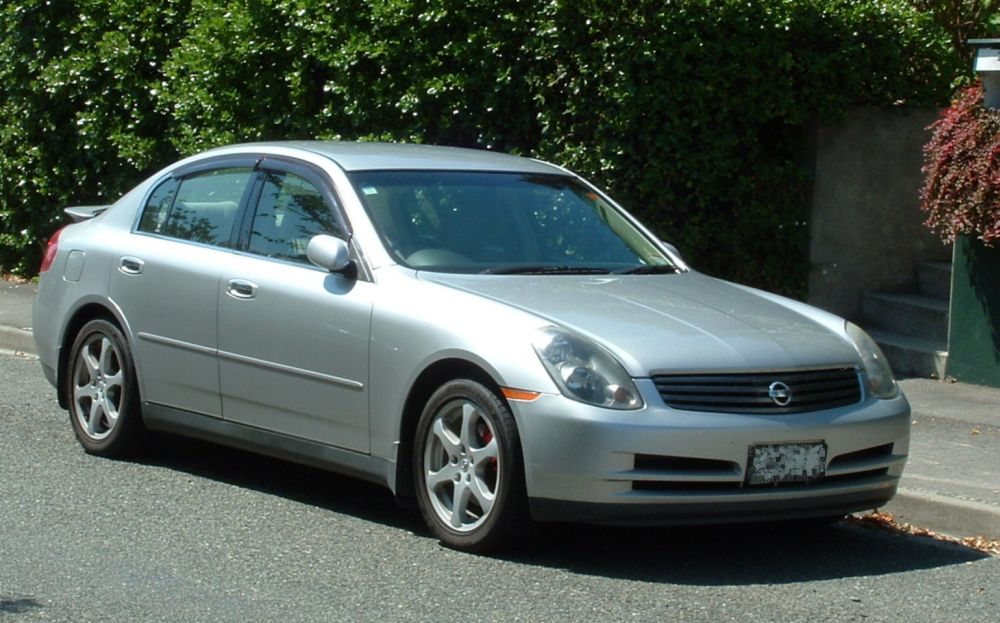
中期型250GT
2003年1月-2004年11月

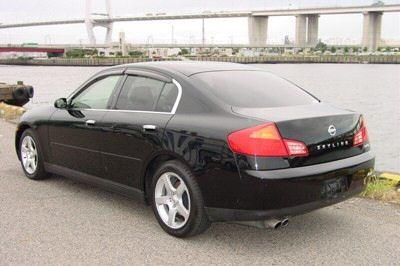
中期型350GT系 リア
2003年1月-2004年11月

発売当初は2.5Lエンジン搭載車に「250GT」と「250GTe」の2グレードが、3Lエンジン搭載車に「300GT」のみがラインアップされた。2.5L車には16インチアルミホイールが、3L車には17インチアルミホイールが装着された。「250GTe」はパワーシートやオーディオなどの装備が省略された廉価グレードで、「250GT」および「350GT」には「Pコレクション」と「Sコレクション」が用意された。前者にはエクリュ合皮シートが、後者にはブラック合皮シートが装備された。2001年9月には遅れてスノーシンクロモード付アテーサE-TSを採用した四輪駆動モデルの「250GT FOUR」が追加された。標準車同様、これにもPコレクションおよびSコレクションが用意された。
2002年1月には「250GTe」の後継グレードの「250GTm」が発売され、こちらにはCD一体AM/FM電子チューナーラジオが標準装備された。同年2月には新たに3.5Lモデルの「350GT-8」が追加された。このモデルにはレイズ製17インチアルミホイールおよびダンロップ製タイヤが装着され、専用の高性能スポーツブレーキパッド、高剛性ブレーキローターが装備された。変速機はエクストロイドCVTのみの設定で、日本国内初となる8段変速マニュアルモードを搭載、パドルシフトも装備された。また、300GT系のみにオプション設定されていたVDCも標準装備され、さらに外観では、フロントグリルとヘッドライトインナーパネルに後の一部改良を前に先行してスモークメッキ化が施された。
2003年1月の一部改良時には「Pコレクション」が「プレミアム」に名称変更され、「Sコレクション」が廃止された。これにより、ブラック合皮シートが設定されるモデルが「350GT-8」のみとなった。また、同時に四輪駆動モデルの「250GT FOUR」の廉価モデル、「250GTm FOUR」も新規設定された。2003年6月には3.5L車に新たに「350GT」および「350GTプレミアム」が追加され、「350GT-8」同様、チューンドサスペンションやVDC、17インチアルミホイールが標準装備された。
2004年11月のマイナーチェンジでは3Lエンジン搭載グレードおよび廉価モデル「250GTm」が廃止され、同時に3.5L車からベースモデルの「350GT」が廃止され、3.5L車のラインアップは「350GT-8」と「350GTプレミアム」のみとなった。一方で3.5L車には6速MT車に加え、それまで3Lエンジン搭載車に用意されていた5速AT車が追加された。ただしこのモデルにはトラクションコントロールシステムが唯一装備される代わりにMT車に装備されるVDCやチューンドサスペンションは装備されない。一方で「350GT-8」および「350GTプレミアム」のMT車には18インチアルミホイールが新設定された。

### 特別仕様車
70th-II
2003年10月に発売。2003年12月に日産自動車が70周年を迎えることを記念して設定された「70周年記念特別仕様車」の第2弾である。ベース車は「250GTm」、「250GTm FOUR」、「250GTプレミアム」、「250GT FOURプレミアム」。なお、先に同年5月に発売されていた第1弾のラインアップにはスカイラインセダンは含まれなかった。プラズマクラスターイオンエアコンなどが含まれる「室内環境パッケージ」が特別仕様車第2弾に共通装備され、250GTm系2グレードについては後席リクライニングシート、後席ヘッドレスト、オートライトシステムが特別装備される。
NAVIエディション
2004年4月に発売。ベースは「250GTm」および「250GTm FOUR」で、先に発売された「70th-II」の室内環境パッケージを除く装備内容にDVD方式ナビゲーションシステムが追加装備された。
リミテッドレザー
2005年4月に発売。350GTプレミアムのMT車を除くプレミアム系全車に用意された。専用のブラウン本革シートや木目調フィニッシャーなどが装備され、加えてプライバシーガラスも標準設定された。
スタイリッシュシルバーレザー
2006年6月に発売。「250GT」および「250GT FOUR」を除く全車に設定。クーペ、ステージア、ムラーノ、フーガにも設定され、グレー色の本革シートなどが装備されるスタイリッシュシルバーレザー専用インテリアが共通で装備された。加えてプライバシーガラスが装備されたほか、全席ヒーター付シートが、標準装備となる「350GT-8」を除いて追加装備された。

## 年表

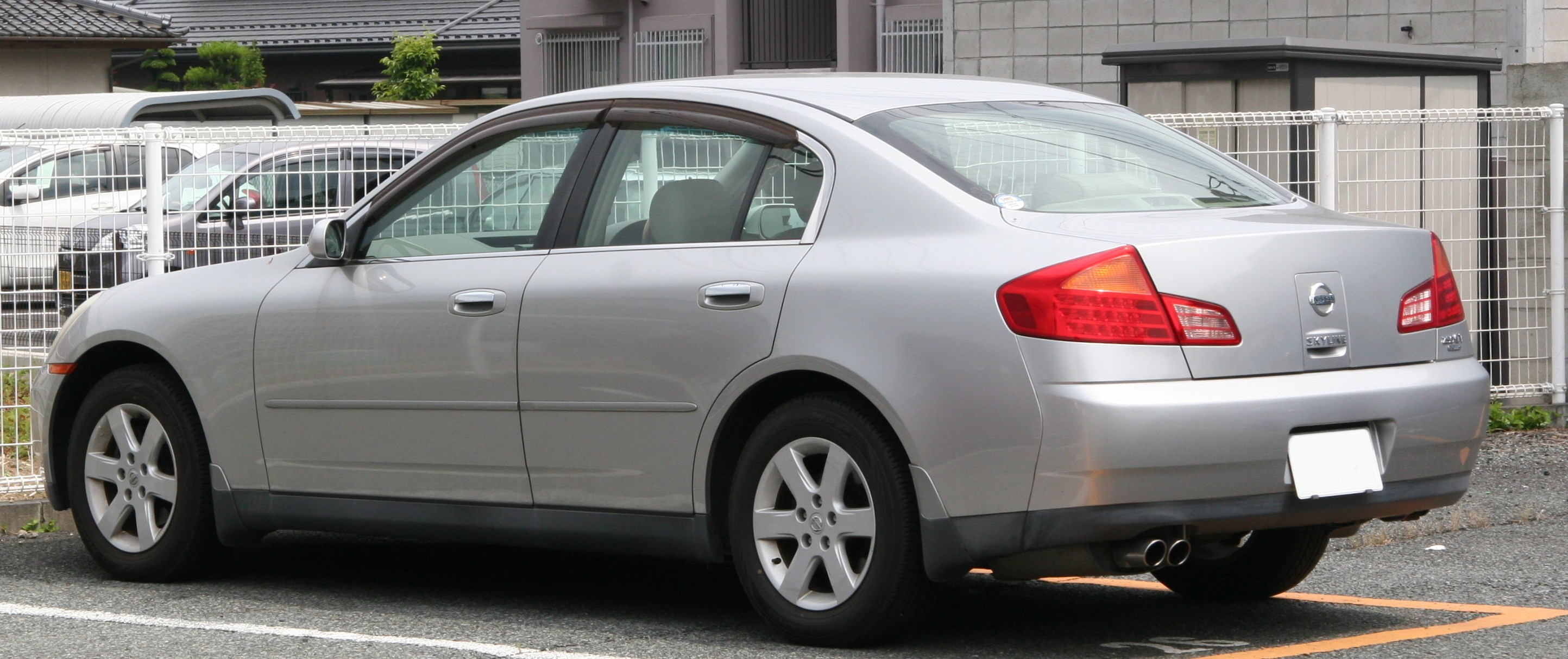
前期型250GT FOUR リア
2001年6月-2003年1月

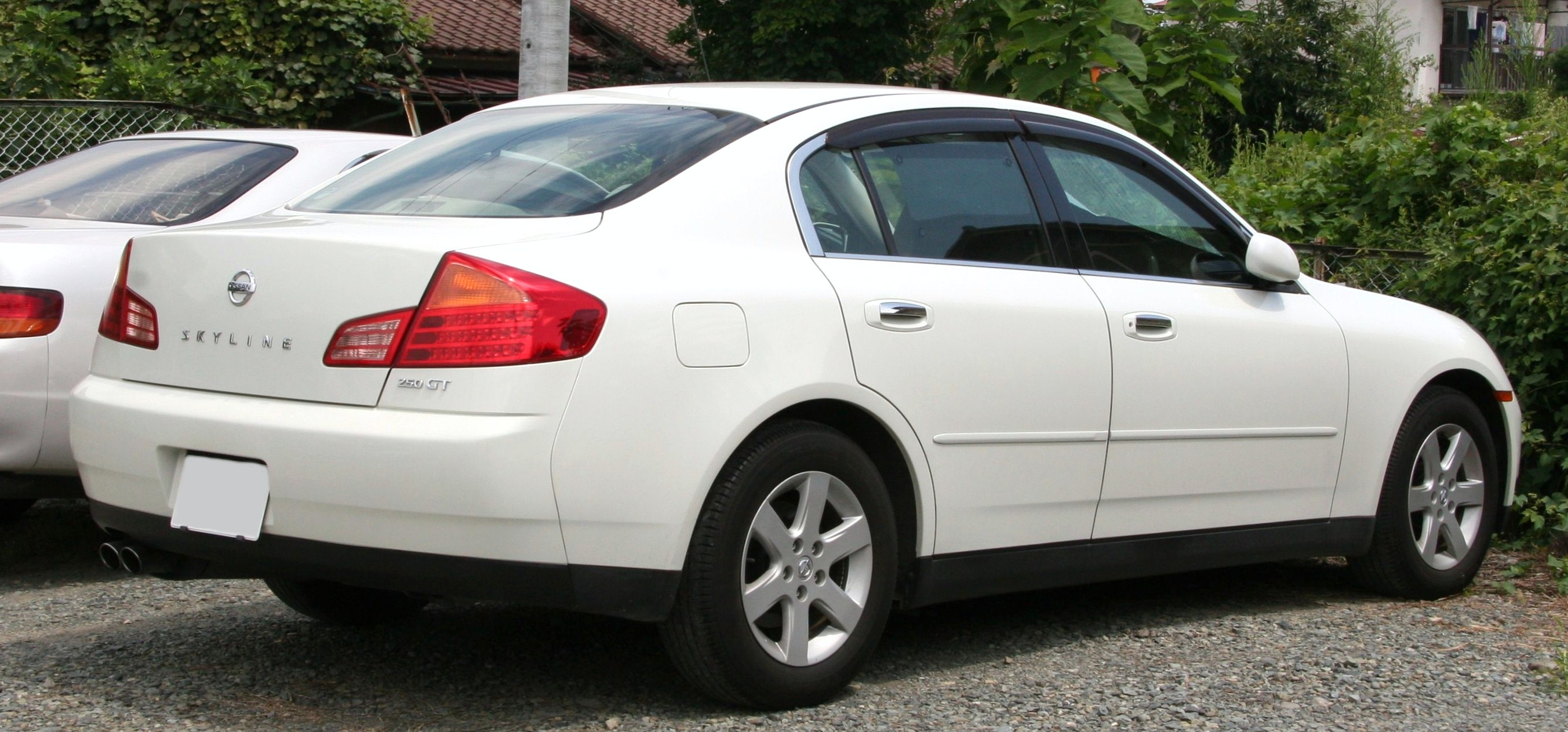
中期型250GT リア
2003年1月-2004年11月

1999年10月
第33回東京モーターショーに「XVL」を出品。
2001年6月18日
販売開始。
2001年9月26日
「250GT FOUR」が追加。
2002年1月31日
「250GTm」が追加。
2002年2月19日
「350GT-8」が追加。
2003年1月27日
一部改良。装備内容の充実、サスペンション、ブレーキシステムの変更などが行われた。
2003年6月3日
「350GT」、「350GTプレミアム」が追加。
2003年10月22日
日産自動車「70周年記念特別仕様車第2弾」として「70th-II」が発売。
2004年4月7日
特別仕様車「NAVIエディション」が発売。
2004年11月8日
マイナーチェンジ。外観の変更、内装色の変更およびアテーサE-TSのシステム変更などが行われた。
2005年4月27日
特別仕様車「リミテッドレザー」が発売。
2005年11月30日
一部改良。装備内容の充実が行われた。
2006年6月1日
特別仕様車「スタイリッシュシルバーレザー」が発売。
2006年10月
セダンの生産終了。在庫対応分のみの販売となる。生産終了前月までの国内新車登録台数の累計は8万6190台
2006年11月20日
セダンの販売終了。12代目、V36型にフルモデルチェンジ。